# Grafenstein
Grafenstein  är en ort och kommun i Österrike. Den ligger i distriktet Klagenfurt-Land i förbundslandet Kärnten, i den södra delen av landet, 230 km sydväst om huvudstaden Wien. 
Kommunen består av 31 orter (Ortschaften) (inom parentes invånarantal 1 januari 2024):

- Aich (22)
- Althofen (112)
- Dolina (136)
- Froschendorf (121)
- Grafenstein (1 086)
- Gumisch (58)
- Haidach (85)
- Hum (21)
- Klein Venedig (65)
- Lind (57)
- Münzendorf (27)
- Oberfischern (15)
- Oberwuchel (10)
- Pakein (6)
- Pirk (310)
- Replach (61)
- Saager (55)
- Sabuatach (16)
- Sand (13)
- Schloss Rain (90)
- Schulterndorf (224)
- Skarbin (18)
- St. Peter (65)
- Tainacherfeld (72)
- Thon (43)
- Truttendorf (88)
- Unterfischern (18)
- Unterwuchel (45)
- Werda (8)
- Wölfnitz (94)
- Zapfendorf (22)